# Паулу Эмилиу
Пауло Эмилио Боргес Роша (порт. Paulo Emilio Borges Rocha; род. 14 мая 1972 года), более известный как Паулу Эмилиу — бразильский футболист, атакующий полузащитник.

## Карьера
Выступал в Бразилии за клубы «Баия (Сальвадор)», «Можи-Мирин», «Комерсиал (Рибейран-Прету)», «Интернасьонал Лимейра».
Во владикавказскую «Аланию» перешёл летом 1998 года. Вместе с нападающим Эду они стали первыми легионерами из Бразилии в истории клуба. В составе клуба в высшем дивизионе России сыграл 120 матчей, забил 20 мячей. В сезоне 2001 с 6-ю голами стал лучшим бомбардиром команды в чемпионате страны. Сыграл две игры в Кубке УЕФА 2000/01 против польского клуба «Амика (Вронки)».
В 2003 году играл за «Волгарь-Газпром», выступавший в первом дивизионе. Сыграл за команду 17 матчей, 16 из них в чемпионате, забил 2 мяча, оба с пенальти.

## Стиль игры
На футбольном поле занимал позицию под нападающими, мог одинаково сыграть на фланге и в центре полузащиты. Отличался хорошо поставленным ударом, партнеры по команде часто доверяли ему пробитие пенальти. При невысоком росте 164 см хорошо играл головой, неоднократно забивая мячи этой частью тела.